# ひとつ屋根の下の
『ひとつ屋根の下の』（ひとつやねのしたの）は藤こよみによる日本の漫画作品。『コミックハイ!』（双葉社）において、2012年8月号から2014年3月号まで連載された。

## 登場人物
杠 久太（ゆずりは きゅうた）

和賀 梨々子（わか りりこ）

## 書誌情報
1. 2013年2月12日 ISBN 978-4-575-84195-4
2. 2013年9月12日 ISBN 978-4-575-84283-8
3. 2014年4月10日 ISBN 978-4575843859